# Le Citron
Le Citron, également Citron, est une nature morte du peintre Français Édouard Manet peinte à l'huile sur toile vers 1880 présentant un unique citron posé allongé sur une assiette sombre. Le Citron appartient à l'œuvre tardive de Manet, quand il crée une série de natures mortes dans le style de l'impressionnisme, choisissant à plusieurs reprises des objets individuels comme motifs. Le tableau n'a pas de modèle direct, mais s'inscrit dans la tradition de la peinture baroque hollandaise et espagnole. Le Citron est dans la collection du musée d'Orsay à Paris.

## Description

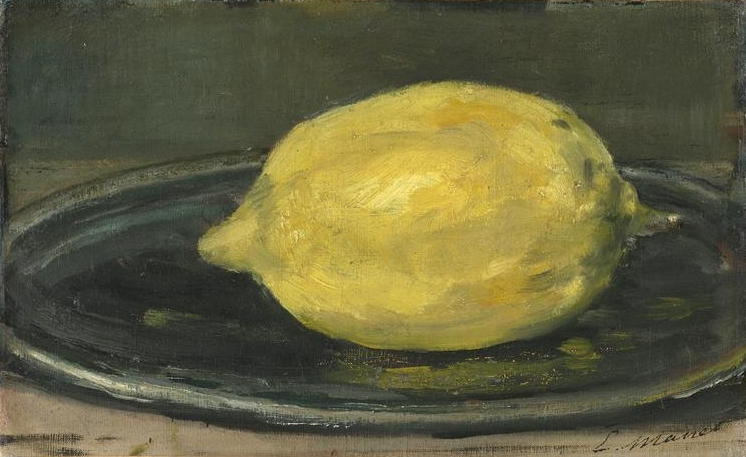
Détail.

La peinture de petit format montre en gros plan un citron allongé sur une assiette. Manet représente le fruit de côté, à peu près à sa taille naturelle. Les extrémités du citron couché sont dirigées vers les bords latéraux. Elles ne sont pas exactement de niveau, une ligne imaginaire les reliant s'élève légèrement de gauche à droite. La couleur du citron varie dans différentes nuances de jaune. L'historienne de l'art Françoise Cachin y voit une « harmonie de gris et de jaune » ; son confrère Hans Körner précise : « la splendeur qu'elle déploie est en surface, réside dans les nuances du jaune citron ». 
Le citron repose sur une assiette qui a un effet métallique gris foncé. Le bord bombé de la plaque scintille d'argent ; le jaune du citron se reflète sur la surface lisse de l'assiette. Le peintre, ami de Manet, Alfred Stevens, l'a appelée « assiette japonaise » ; l'historienne de l'art Carol Armstrong l'a décrite comme une assiette en étain. Elle est coupée par les bords latéraux du tableau ; en bas, elle s’étend presque jusqu’au bord de la toile. L'arrière-plan sur lequel repose l'assiette occupe environ les deux tiers inférieurs du tableau. Cette zone est marron clair dans la partie avant du tableau, la couleur devient plus foncée vers l'arrière. Quelques coups de pinceau foncés près du bord inférieur du tableau pourraient suggérer un grain de bois : le support peut être un plateau ou un plan de travail en bois. Dans la partie supérieure du tableau, une surface monochrome brun foncé sert d'arrière-plan.  
Du fait de la vue rapprochée du sujet, le contexte spatial reste indéterminé. Rien n'indique si la nature morte se déroule dans une cuisine, une salle à manger ou un restaurant. Une source de lumière à l'extérieur de l'image éclaire le citron de face. Le fruit est saisi en gros plan et en léger surplomb. Il est traversé par un point clair en son centre alors que les teintes autour sont dégradées. L'application de peinture est en partie empâtée ; les coups de pinceau individuels sont clairement reconnaissables, en particulier dans la sphère du citron. Ce coup de pinceau lâche correspond au style de peinture typique de l'impressionnisme. Le tableau est signé en bas à droite « E. Manet ». Cette signature a été ajoutée par la femme de Manet, Suzanne, après la mort du peintre.

## Analyse
Peint trois ans avant la mort de Manet, Le Citron fait partie malgré sa petite taille de ses natures mortes singulières par leur puissance. Le genre bien connu sert de laboratoire. Le peintre a isolé le fruit jaune sur une soucoupe en céramique vernissée noire et sobre qui fait ressortir le principal : la couleur stridente, le grain, la simplicité.

## Les citrons dans l'œuvre de Manet
Les natures mortes représentent environ un cinquième de l'œuvre de Manet. Il décrit lui-même la nature morte comme la « pierre de touche du peintre ». Dans les années 1860, il crée une série de peintures dont les motifs rappellent la peinture flamande du XVIIIe siècle et dans lequel les citrons font partie des compositions. Ils se réfèrent généralement à leur utilisation et à leur consommation, c'est-à-dire à la préparation, à la garniture et à la consommation des repas. Par exemple, dans le tableau Huîtres (National Gallery of Art, Washington), Manet dépeint une nature morte de repas qui comprend un citron coupé en deux aux côtés des fruits de mer éponymes. Dans la Nature morte aux huîtres et aux poissons (Art Institute of Chicago), les différents éléments comprennent un citron entier. Dans Nature morte au saumon (Shelburne Museum), Manet peint un citron entier dans un bol en porcelaine et un citron à moitié pelé dont le zeste s'enroule de façon décorative sur la nappe. Des compositions picturales comparables se trouvent surtout dans la peinture baroque de Haarlem, par exemple chez Willem Claeszoon Heda. Dans sa peinture Nature morte au römer et à la montre (Mauritshuis, La Haye), des détails tels que le zeste de citron annelé, apparaissent plus tard à plusieurs reprises dans l'œuvre de Manet. Dans cette nature morte, Willem Claeszoon Heda présente le fruit sur une assiette semblable à celle du tableau de Manet Le Citron. Alors que la peinture hollandaise du XVIIe siècle a surtout représenté le thème de l'éphémère, une telle intention n'est pas connue chez Manet. Bien que ses natures mortes puissent également être lues comme des vanités, il est également possible qu'il n'ait choisi ses motifs que pour des raisons décoratives.

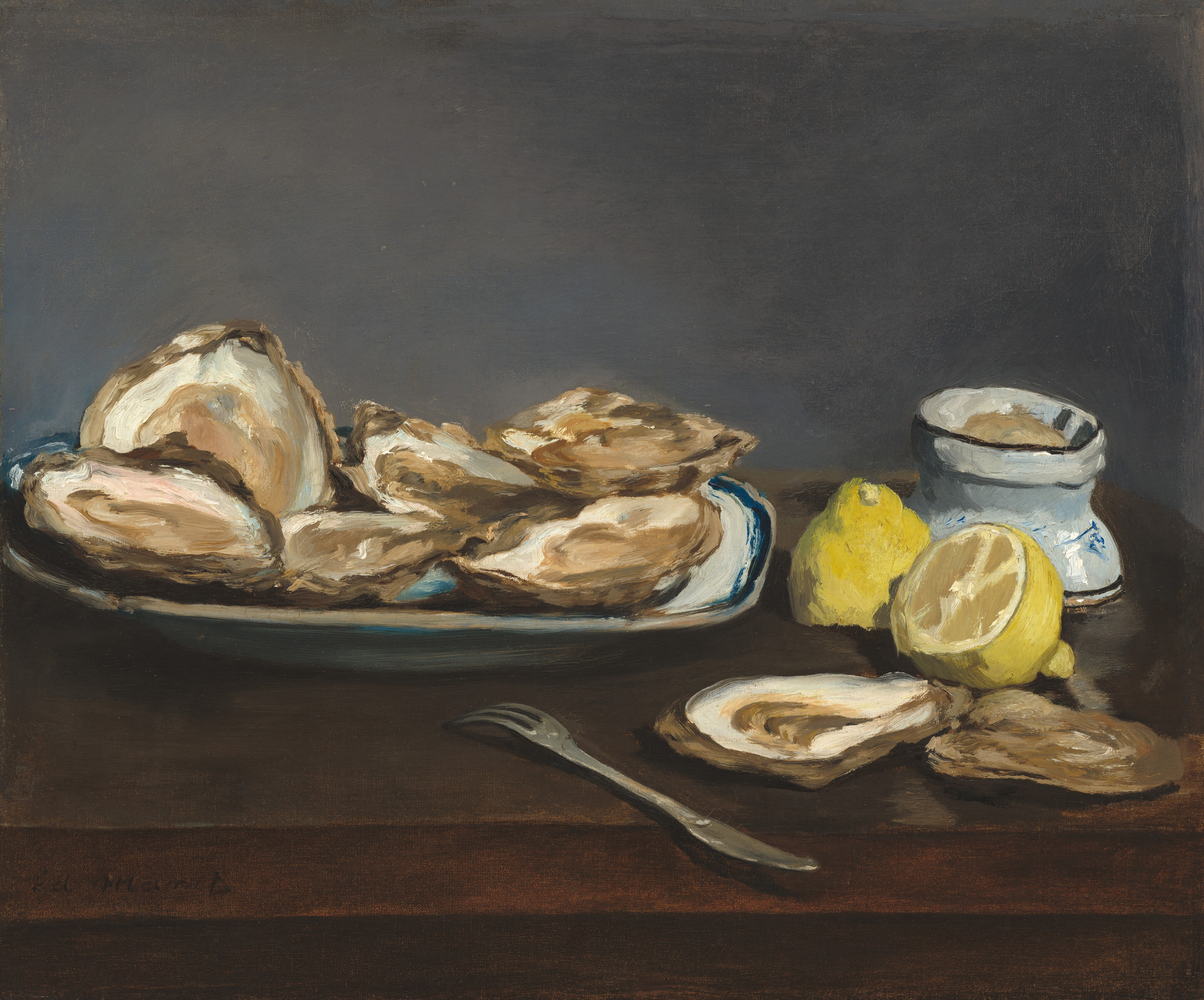
Huîtres
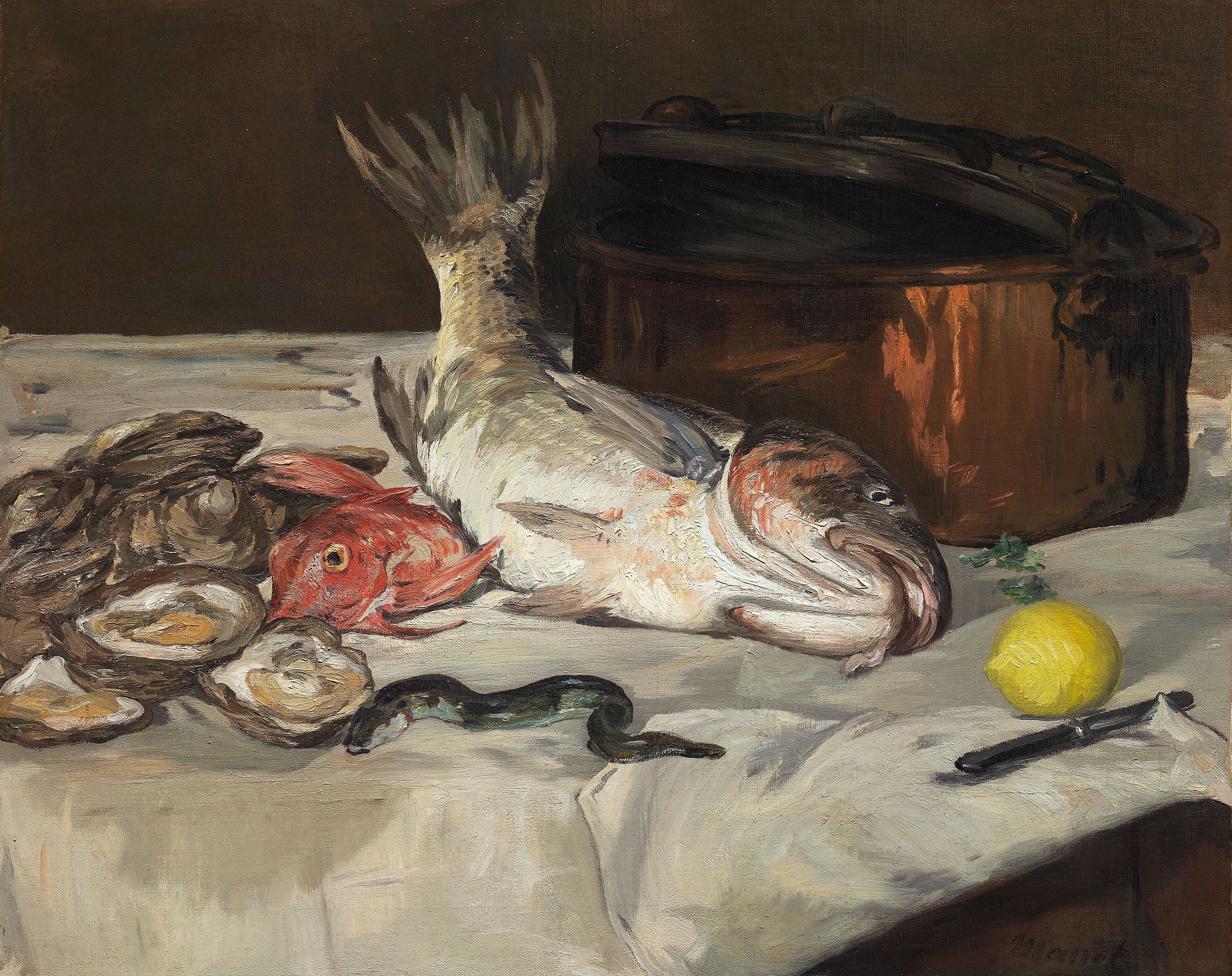
Nature morte aux huîtres et aux poissons
Nature morte au saumon
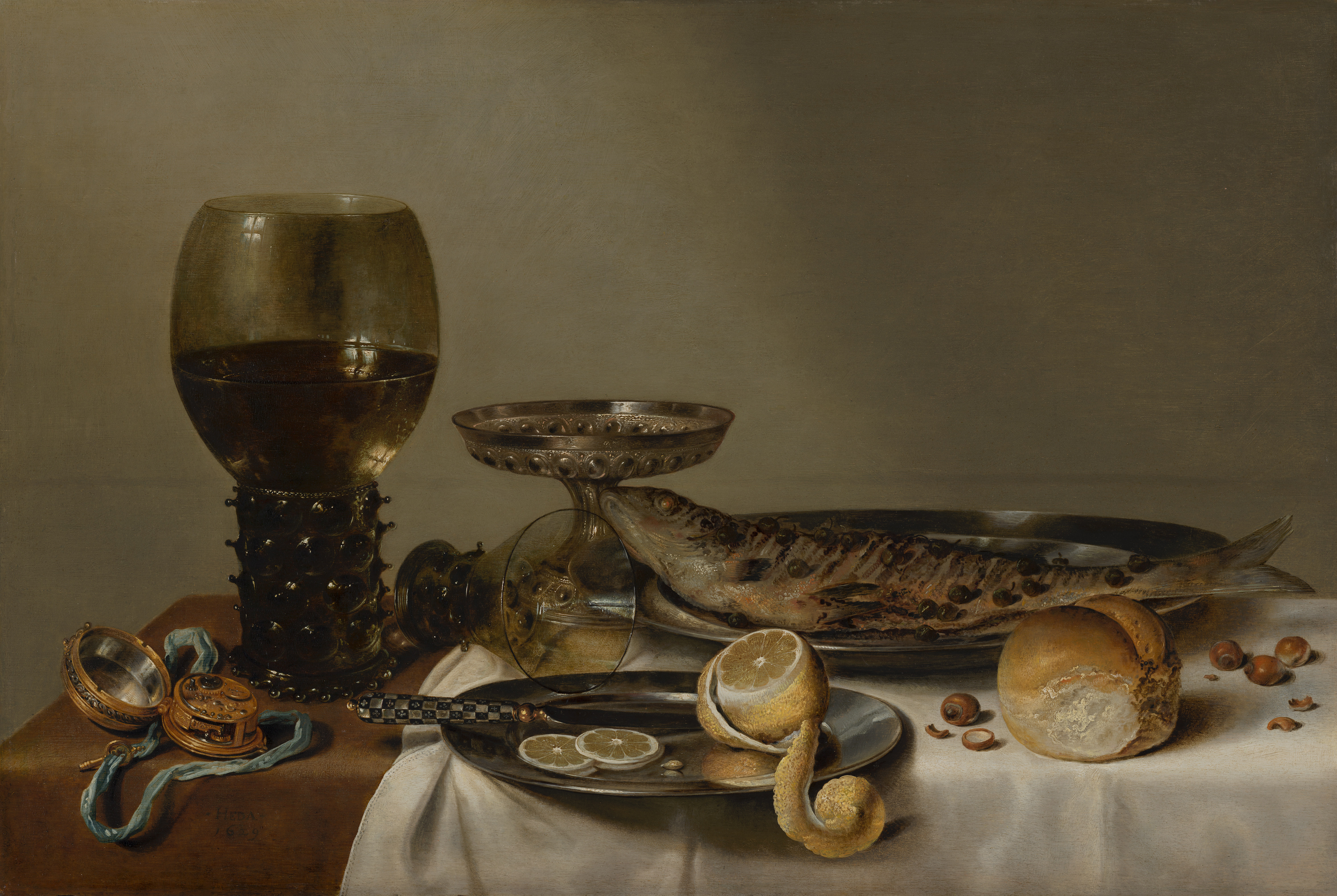
Willem Claeszoon Heda, Nature morte au römer et à la montre

Des natures mortes aux citrons font également partie de portraits de personnes que Manet réalise dans les années 1860. Dans le Portrait du poète Zacharie Astruc (Kunsthalle de Brême), par exemple, il représente une nature morte sur une table à côté de Zacharie Astruc assis. Elle se compose de livres empilés et d'un plateau avec un verre, un couteau et un citron. Comme pour les modèles hollandais, le fruit est à moitié pelé et la peau est mise en scène de façon décorative. Un tel citron entrouvert à la peau pendante se retrouve également dans le tableau La Dame au perroquet (Metropolitan Museum of Art, New York) où le fruit repose au pied d'un perchoir en bois, sans que l'on comprenne pourquoi le citron y a trouvé sa place. Manet montre un citron fermé dans le Portrait de Théodore Duret (Petit Palais, Paris). Dans ce tableau, le citron appartient à une nature morte que Manet a placée sur un tabouret à côté de l'écrivain Théodore Duret. Une carafe et un verre d'eau sont posés sur un plateau avec un couteau entre eux deux. Manet a posé le citron entier sur le verre d'eau ; le couteau est prêt à ouvrir le citron à tout moment. La représentation de Duret par Manet présente des influences espagnoles. Tous deux s'étaient rencontrés à Madrid en 1865 ; le citron peut être interprété comme un symbole de l'Espagne. Des influences du peintre espagnol Francisco de Goya se retrouvent dans le portrait, et  d'autres de la nature morte espagnole du baroque dans le citron. Dans le tableau Nature morte avec citrons, oranges et tasse (Norton Simon Museum, Pasadena)Francisco de Zurbarán montre plusieurs citrons sur une assiette en argent. Sa nature morte apparaît nettement plus austère que la plupart des peintures luxuriantes des Pays-Bas du XVIIe siècle et est similaire dans sa représentation au Citron de Manet.

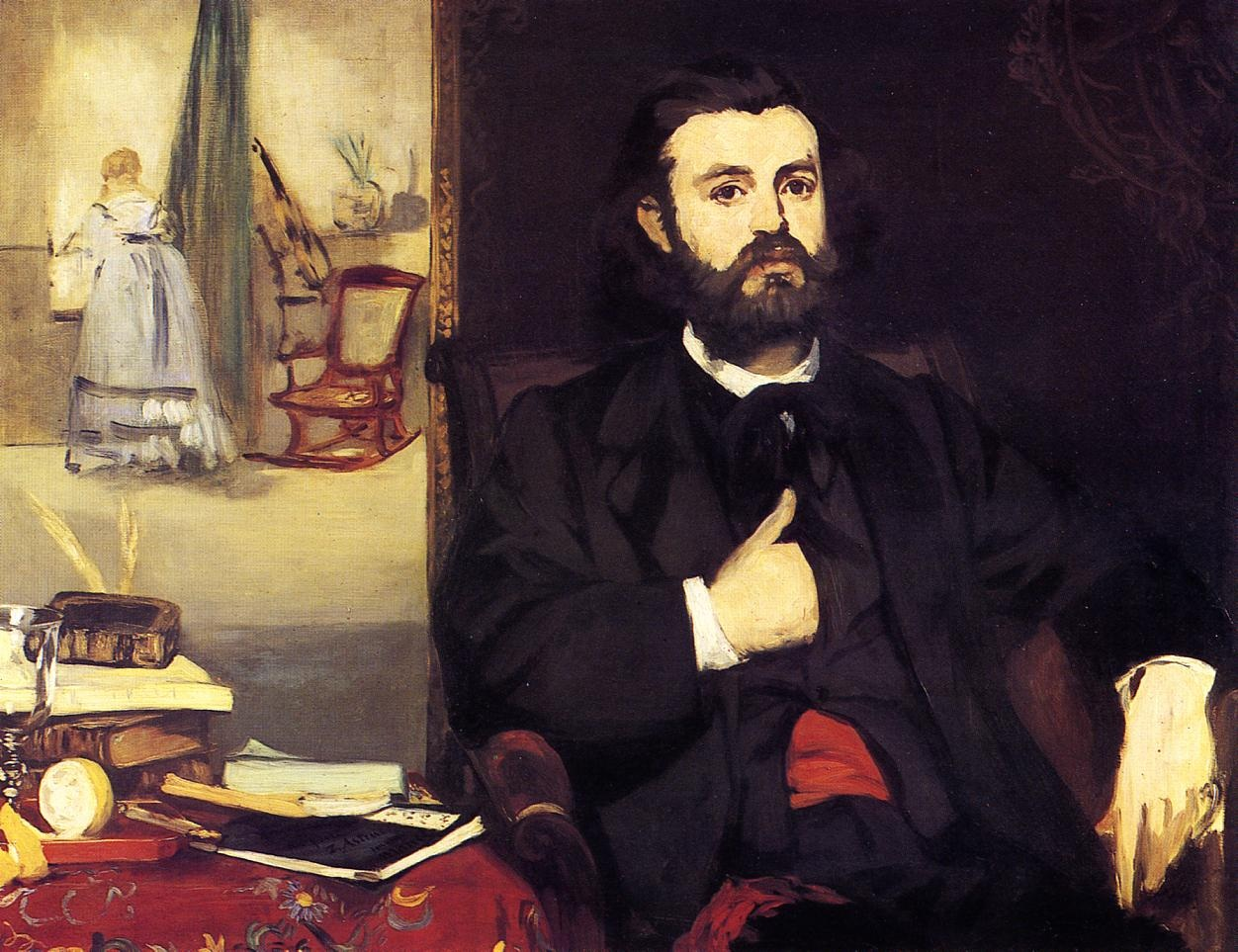
Portrait du poète Zacharie Astruc
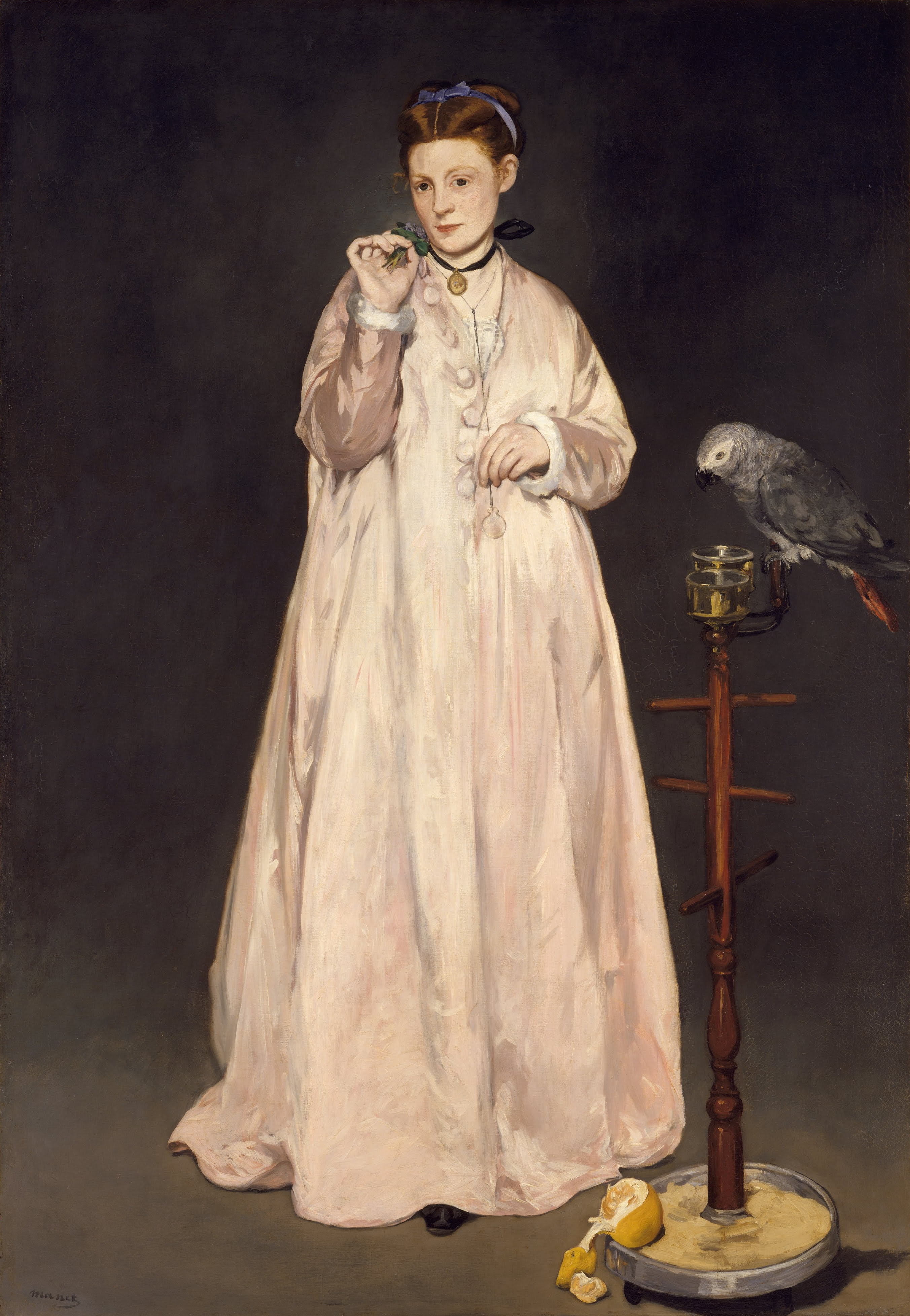
La Dame au perroquet
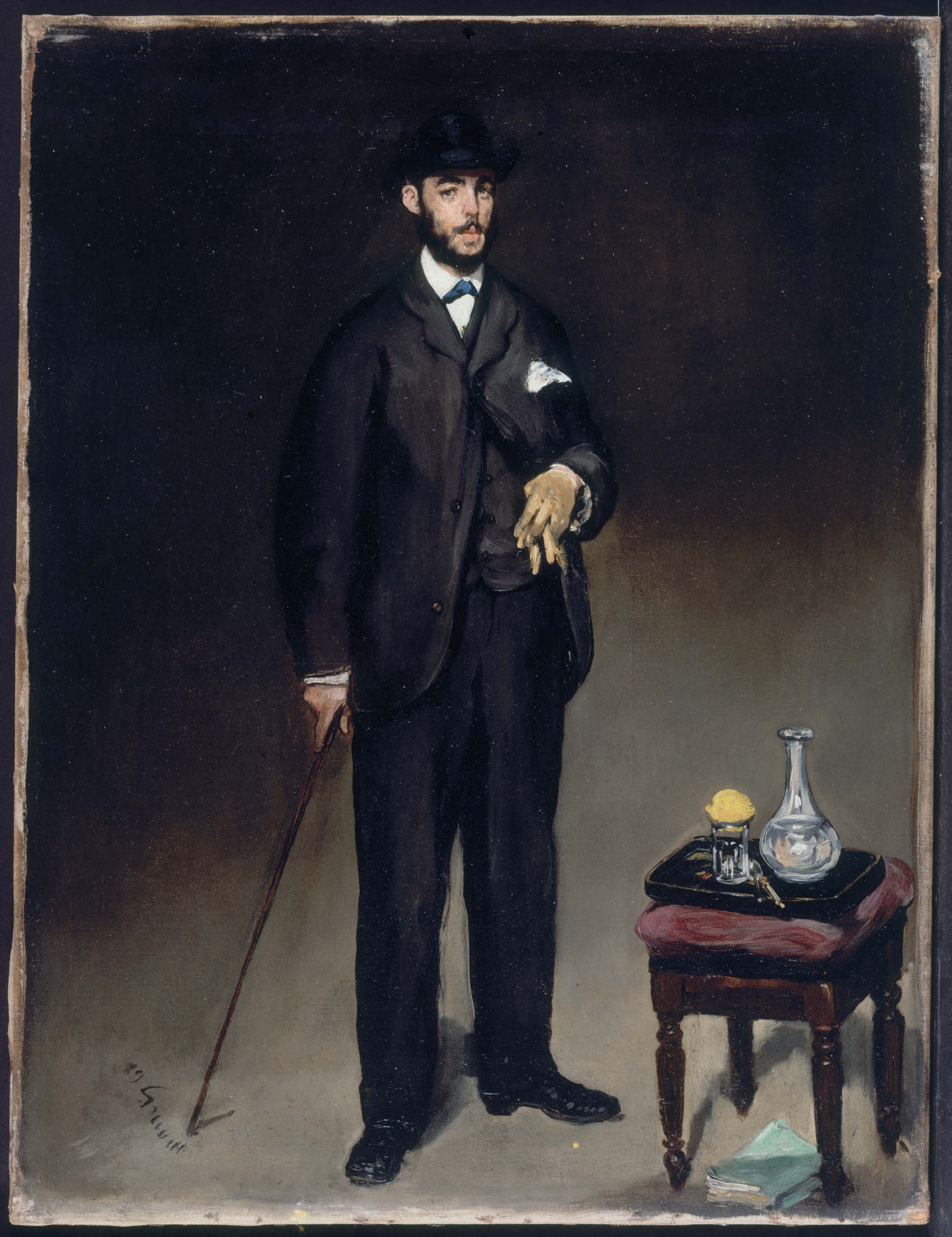
Portrait de Théodore Duret
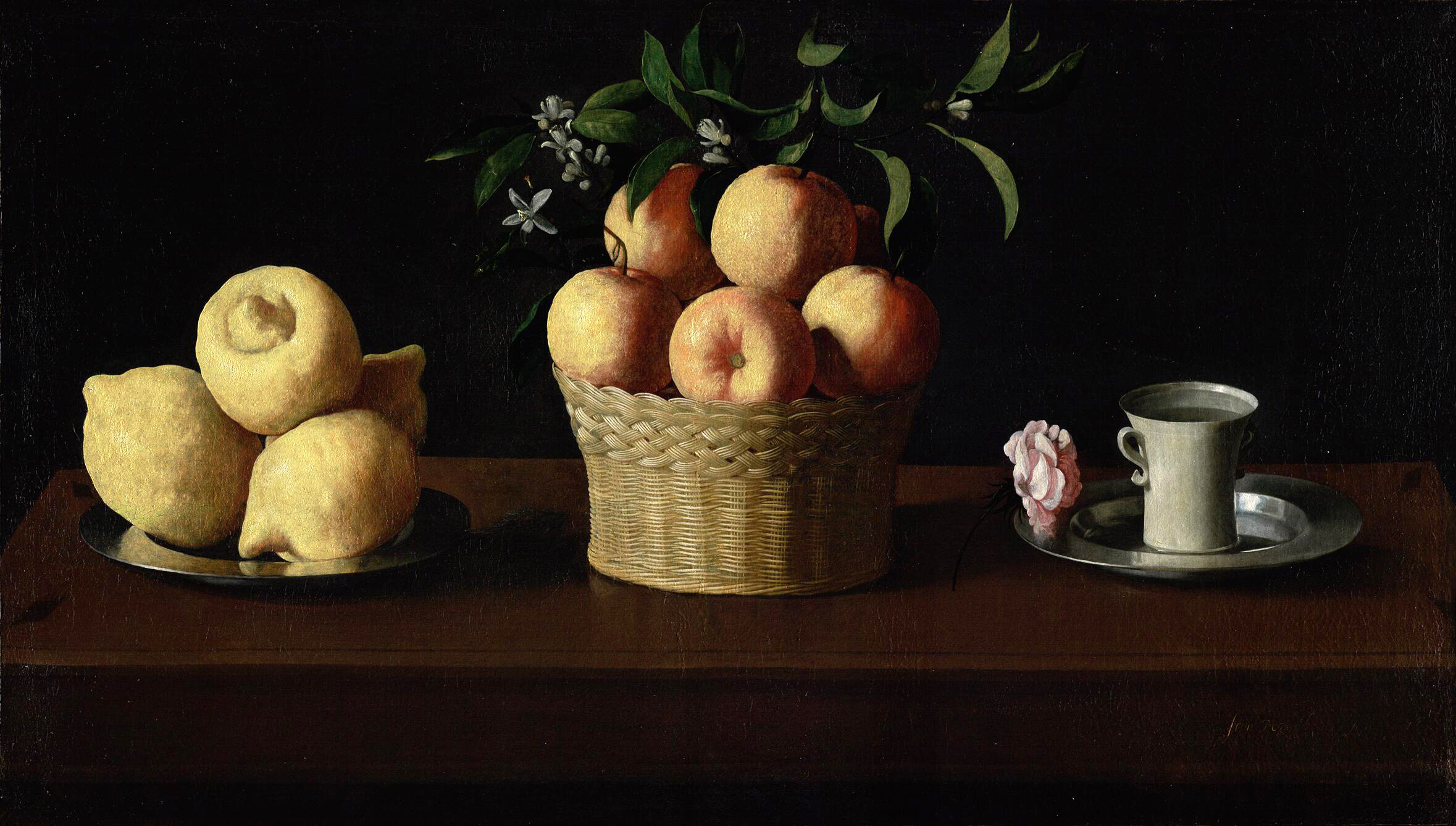
Francisco de Zurbarán, TNature morte avec citrons, oranges et tasse

Dans les dernières années de sa vie, Manet peint une série de natures mortes qui diffèrent sensiblement de son travail des années 1860. Il ne crée plus d'arrangements grand format, se concentrant plutôt sur quelques objets ou des objets individuels. Il en résulte une série de natures mortes de fleurs, mais aussi des tableaux avec une seule poire, un melon, une pomme, une pointe d'asperge ou encore  Le Citron. L'historienne de l'art Carol Armstrong a souligné que le citron dans la peinture ne peut être rapproché d'aucun contexte ; le fruit n'est clairement pas destiné à la consommation, mais ne sert qu'à comprendre comment les natures mortes elles-mêmes n'ont été créées qu'à cette fin. Pour George Mauner, la simplicité de la représentation du sujet est un signe de la sophistication de Manet.

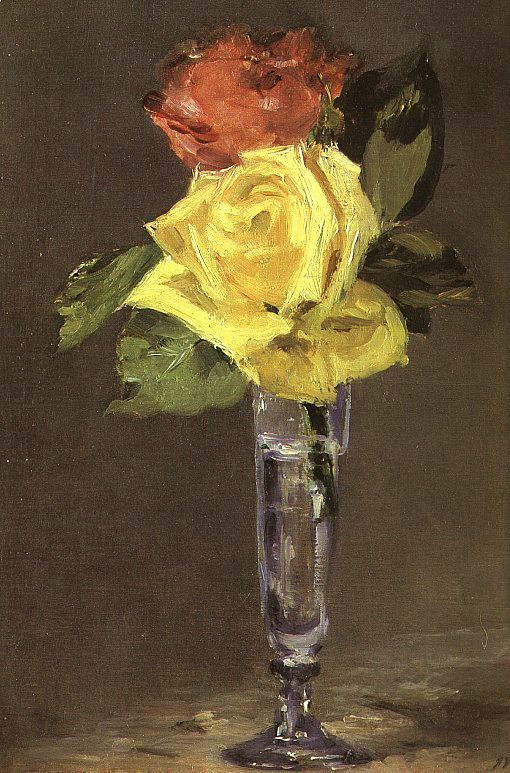
Roses dans un verre de champagne
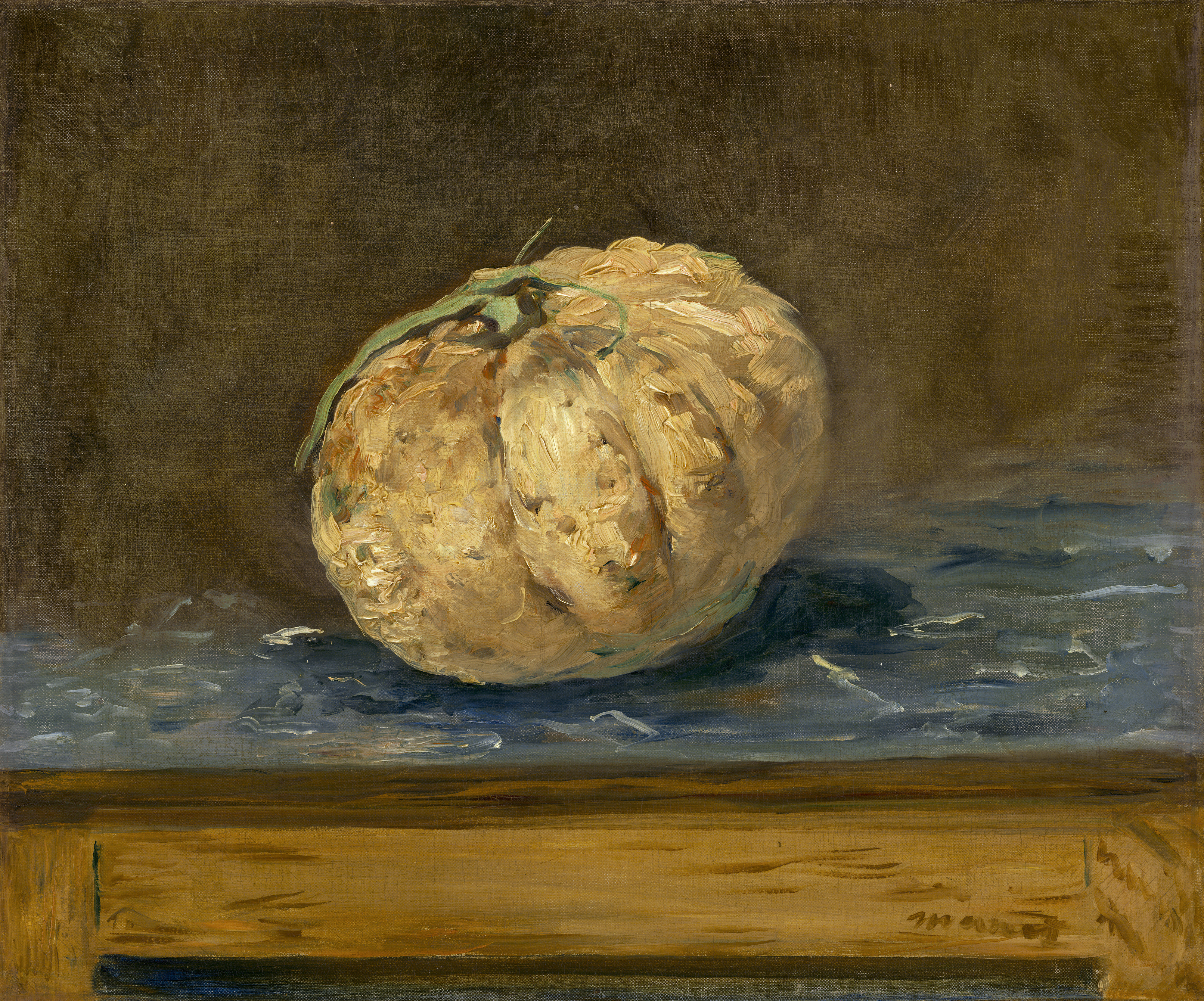
Le Melon
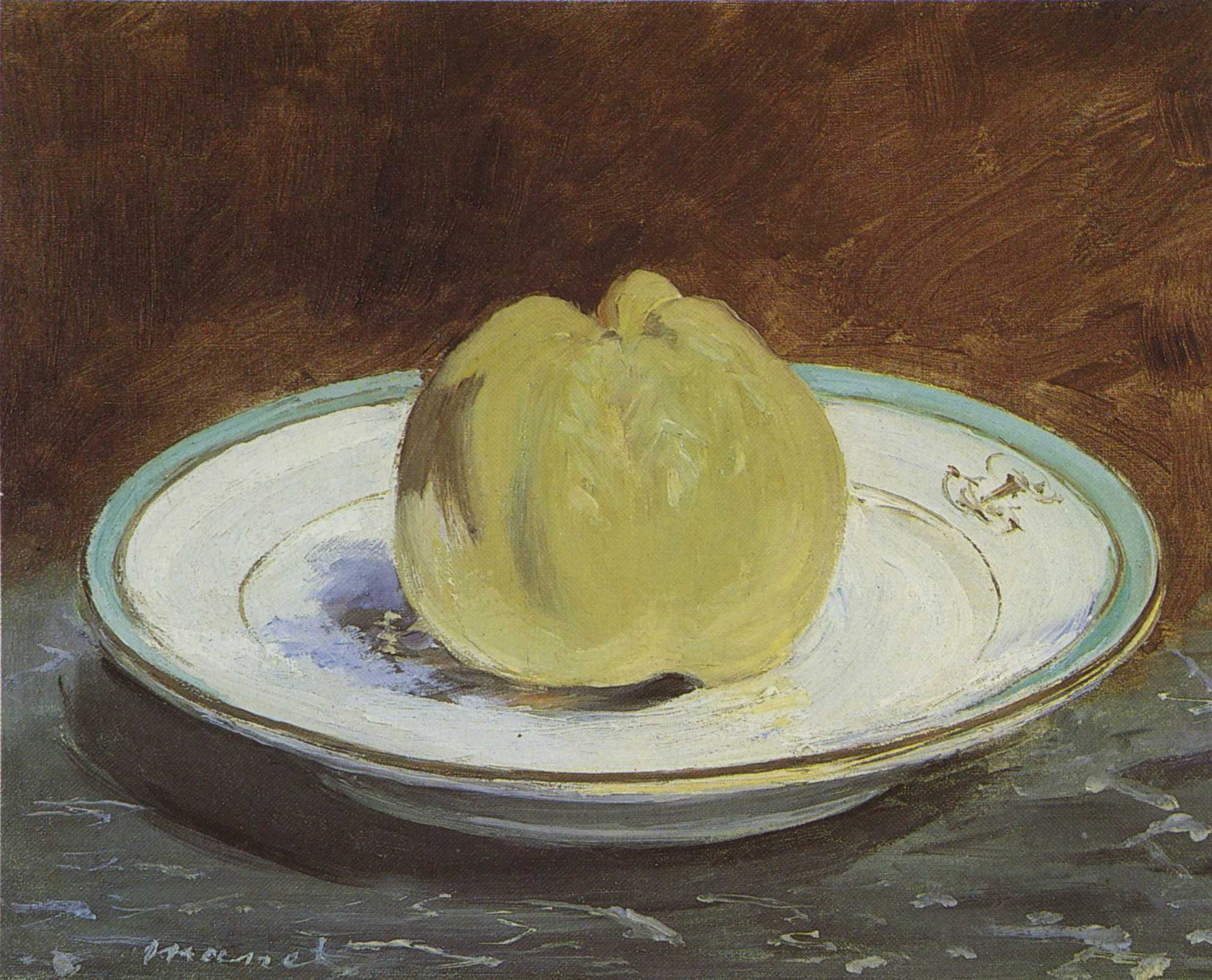
Pomme sur une assiette
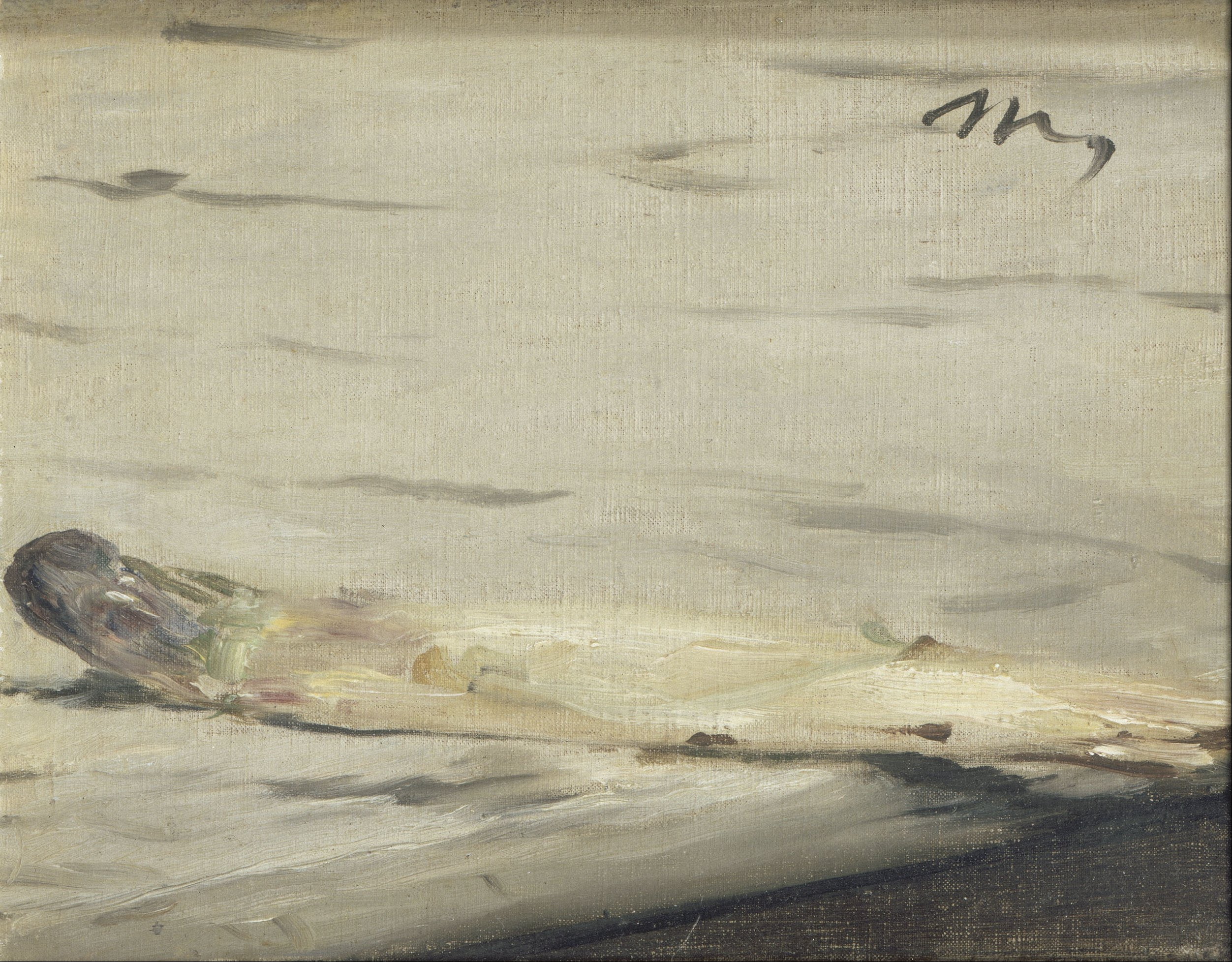
L'Asperge

## Postérité
La peinture de Manet Le citron n'a pas trouvé de résonance picturale directe parmi ses contemporains. Néanmoins, des historiens de l'art comme Ina Conzen supposent que des natures mortes telles que Le Citron Manet ont impressionné « dans une large mesure » d'autres artistes. Par exemple, la connaissance par Vincent van Gogh du tableau de Manet Le citron ne peut être vérifiée, mais sa peinture de 1887, Nature morte aux citrons sur une assiette (Musée Van-Gogh, Amsterdam), montre des citrons sans aucune décoration sur une assiette ordinaire, comme dans l'œuvre de Manet ; l'arrangement des fruits est plus étudiée et les bords de la table représentés dans le tableau crée une impression spatiale qui manque à Manet. L'affirmation de Paul Cézanne selon laquelle il pourrait étonner Paris avec une pomme est, selon Conzen, « probablement impensable sans Manet ». 
Un citron se retrouve parfois dans les natures mortes de Cézanne, mais toujours dans le cadre d'une composition plus complexe. Par exemple, dans le tableau d'environ 1890, Nature morte aux pommes (Musée de l'Ermitage, Saint-Pétersbourg), il a placé un seul citron sur une table à côté d'autres fruits. Bien que ses fruits semblent relativement simples en raison du style de peinture, la composition picturale est basée sur des natures mortes traditionnelles.
Le tableau Trois Citrons (collection particulière) du peintre ami de Manet Auguste Renoir de 1918 est beaucoup plus réduit, même l'assiette sur laquelle reposent les citrons n'est indiquée que par quelques coups de pinceau et, comme chez Manet, il n'y a aucune indication de contexte spatial. Cependant, la composition de trois fruits aboutit à une relation entre les fruits, qui manque naturellement dans le citron unique de Manet.

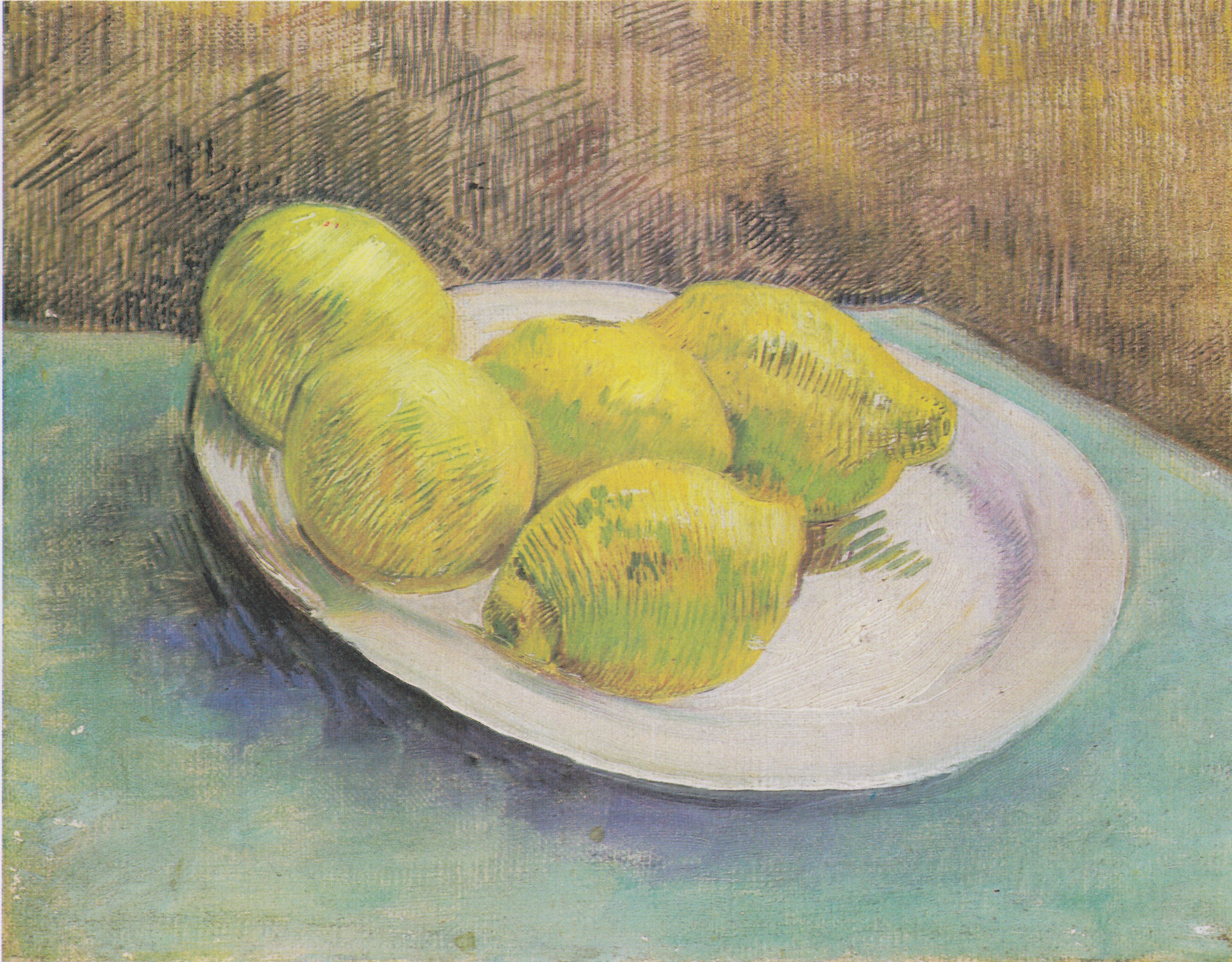
Vincent van Gogh, Nature morte aux citrons sur une assiette, 1887.
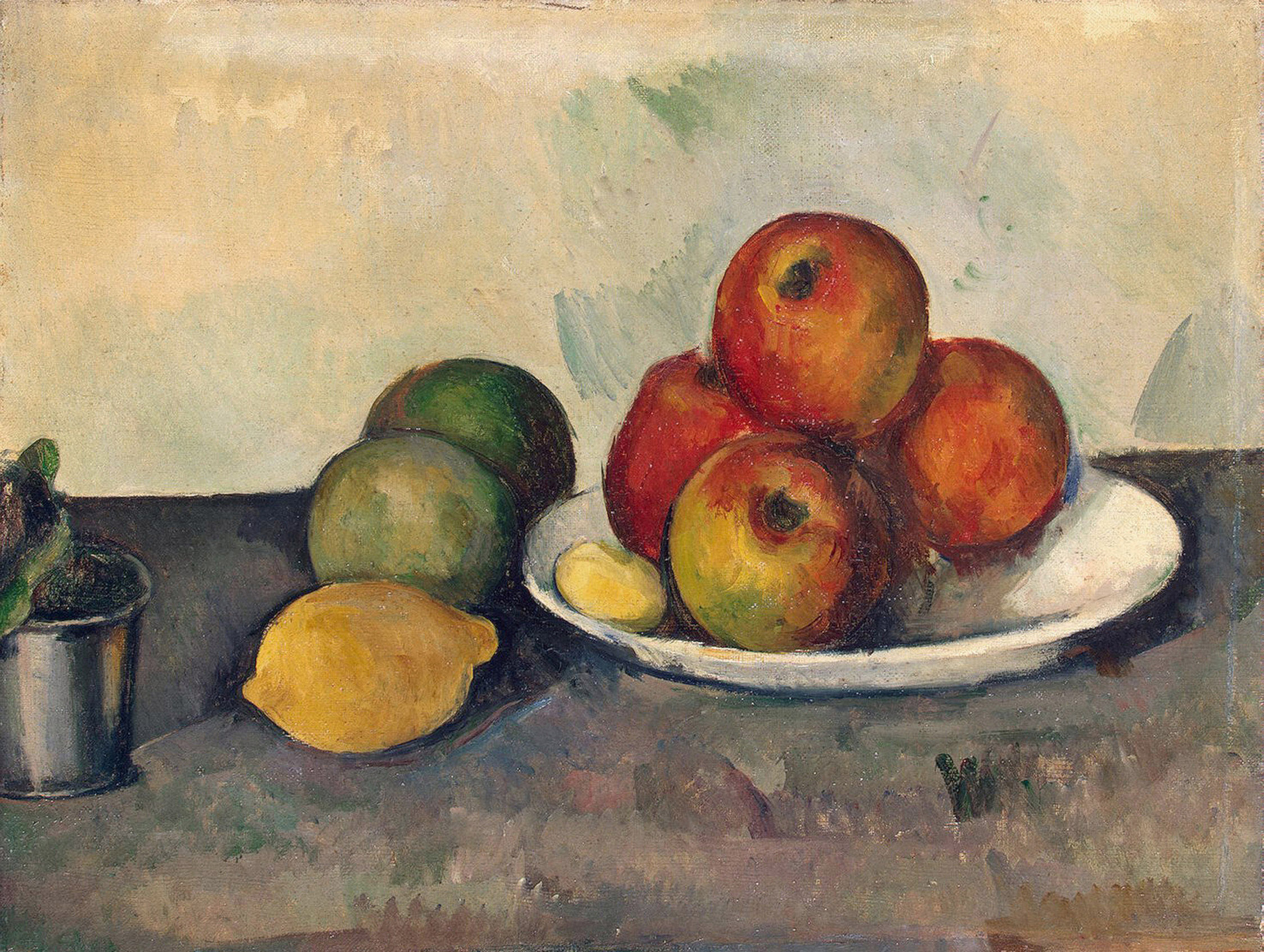
Paul Cézanne, Nature morte aux pommes.
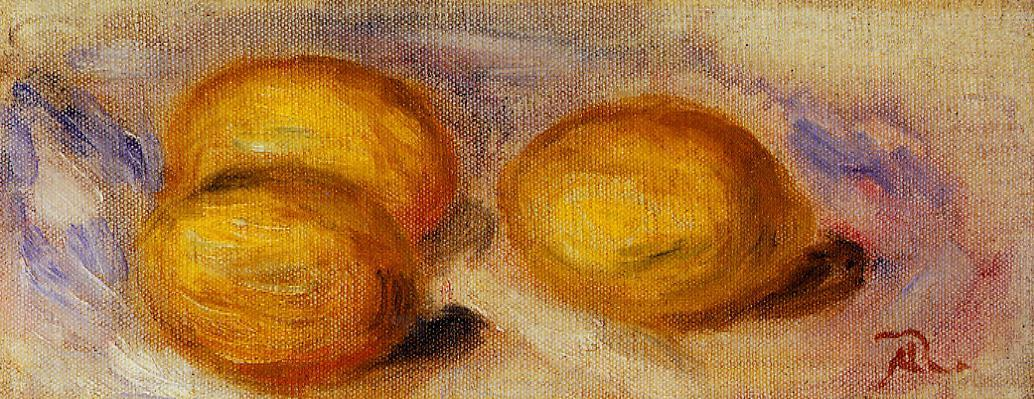
Auguste Renoir, Trois Citrons, 1918.

Les artistes de la Modernité ont réalisé à plusieurs reprises des peintures de natures mortes et ont aussi représenté des citrons. Le tableau Citrons sur une assiette en étain (Art Institute of Chicago) d'Henri Matisse, par exemple, est thématiquement lié au Citron de Manet. Comme Renoir, Matisse a peut-être vu la peinture de Manet au Louvre, mais il n'est pas certain qu'elle l'ait inspiré. Même si l'assiette en étain de Matisse rappelle celle de Manet, sa représentation des fruits tropicaux diffère de celle de Manet. Dans son motif de citron de 1926-1929, Matisse montre le fruit garni de feuilles vertes sur une assiette beaucoup plus grande. La composition dans sa globalité comprend également une table comme surface et un fond richement orné. La situation spatiale reste floue, mais va bien au-delà de la simple représentation du Citron de Manet.
La référence directe au tableau de Manet a été réalisée par l'artiste brésilien Vik Muniz en 2011. Sa peinture numérique The Lemon, after Edouard Manet (Pictures of Magazines 2)  reprend non seulement le motif de Manet, mais fournit également une référence au modèle dans le titre (en français, Le Citron, d'après Edouard Manet). L'image supplémentaire Pictures of Magazines (en français, Images de magazines 2) informe que l'œuvre n'est pas une image peinte : au lieu de cela, Muniz a créé un collage à partir d'un grand nombre d'images ou d'extraits d'images, qu'il a assemblés sur l'ordinateur, ce qui peut donner au spectateur l'impression d'une image peinte.

## Acquisition
Le tableau est resté en possession du peintre jusqu'à sa mort. On pense que sa veuve, Suzanne Manet, l'a donné à Antonin Proust, un ami de Manet ; cela expliquerait également la signature qu'elle a ensuite ajoutée au tableau. Par l'intermédiaire du marchand d'art Félix Gérard, l'œuvre est mise aux enchères en mars 1905 à l'Hôtel Drouot, où elle est acquise par un collectionneur nommé Leclercq. Peu de temps après, elle entre dans la collection du banquier Isaac de Camondo, qui la lègue à la Réunion des musées nationaux et du Grand Palais des Champs-Élysées avec sa vaste collection d'art, qui comprend plusieurs œuvres importantes de Manet. Depuis 1911, le tableau appartient à la collection du musée du Louvre, où il est exposé pour la première fois en 1914. Présenté à la Galerie du Jeu de Paume à partir de 1947, il fait partie de la collection du musée d'Orsay depuis l'ouverture du musée en 1986.

## Exposition
Le tableau est exposé dans le cadre de l'exposition Les Choses. Une histoire de la nature morte au musée du Louvre du 12 octobre 2022 au 23 janvier 2023, parmi les œuvres de l'espace nommé « La vie simple ».